# Juri Fjodorowitsch Fajer
Juri Fjodorowitsch Fajer (auch Yuri Faier oder Yuri Fayer; russisch Юрий Фёдорович Файер; * 5.jul. / 17. Januar 1890greg. in Kiew; † 3. August 1971 in Moskau) war ein russischer Ballett-Dirigent.

## Leben und Wirken

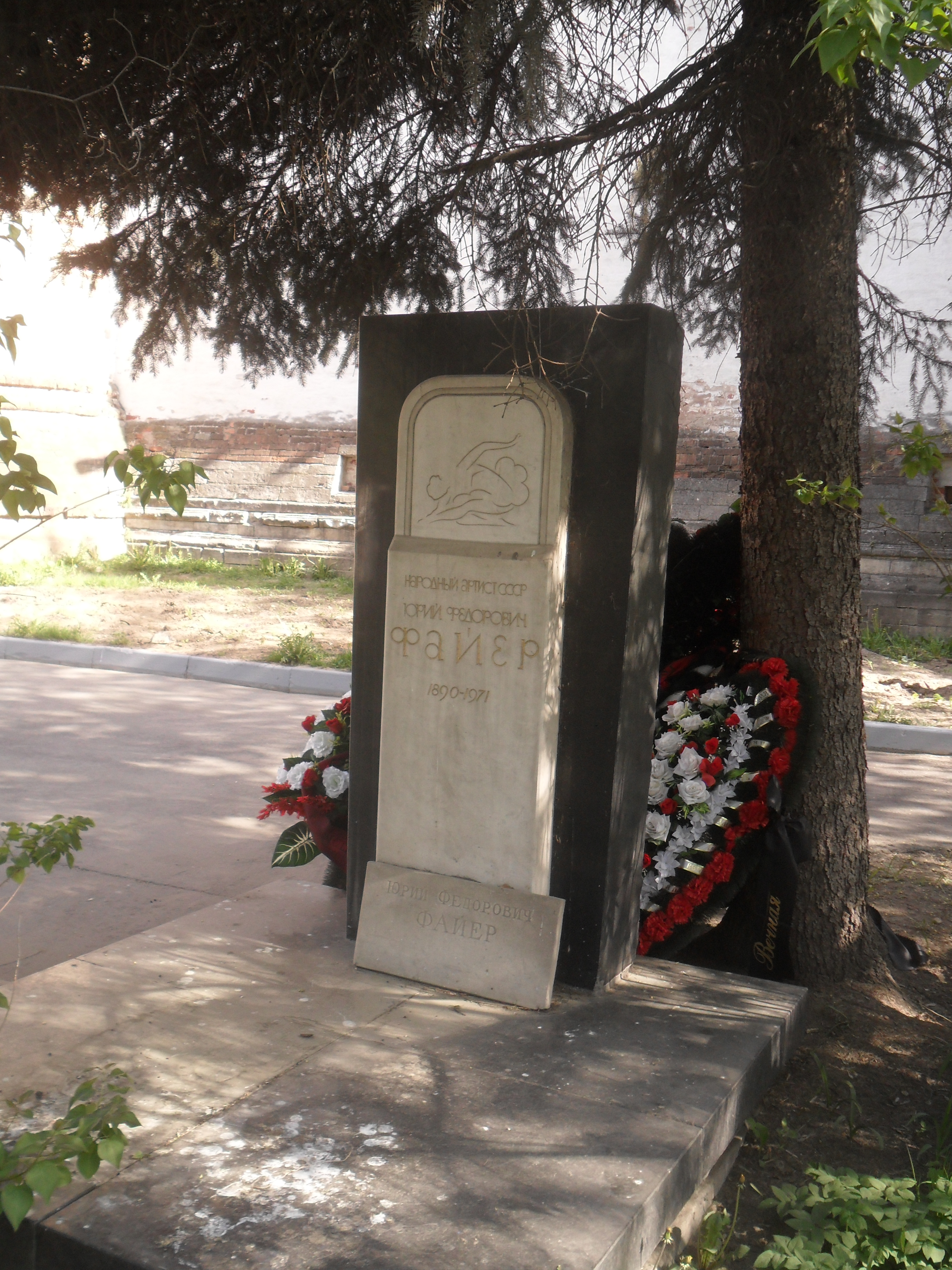
Grab von Juri Fajer auf dem Nowodewitschi-Friedhof

Nachdem Fajer bis 1906 die Musikschule in seiner Geburtsstadt Kiew  besucht hatte, lernte er am Moskauer Konservatorium das Geigenspiel bei Georgi Nikolajewitsch Dulow. Gleichzeitig begann er, als Geiger und Konzertmeister mit verschiedenen Orchestern aufzutreten. Von 1909 bis 1910 war er Konzertmeister und Dirigent an der Oper in Riga. 1914 bis 1915 gehörte er dem Orchester der Simin-Oper in Moskau an.
Ab 1916 dirigierte er für das Bolschoi-Theater, beginnend mit dem Ballett Coppélia. Von 1923 bis 1963 war er Chefdirigent der Ballettaufführungen am Bolschoi-Theater. Mit dem Bolschoi-Ballett reiste er für Auftritte nach Frankreich, England, USA und Belgien. Zu seinem Repertoire gehörten mehr als 50 klassische und zeitgenössische Ballettstücke. Er arbeitete eng mit Komponisten wie Reinhold Glière (Der rote Mohn) und Sergei Prokofjew (Cinderella), die ihre Werke am Bolschoi-Theater zum Teil erstmals aufführen ließen, zusammen.
Mehrere Tonträger mit Orchesteraufnahmen, bei denen Fajer als Dirigent wirkte, wurden veröffentlicht. Dazu gehören Aufnahmen von Der rote Mohn, Tschaikowskis Schwanensee und Théophile Gautiers Giselle. Auch an Filmproduktionen war Fajer beteiligt. Er dirigierte bei den Aufnahmen für Paul Czinners dokumentarischen Musikfilm Bolschoi-Ballett (1957), der einen Gastauftritt des Balletts in London thematisiert. Gemeinsam mit seinem langjährigen Assistenten Gennadi Roschdestwenski erhielt Fajer 1959 dafür eine Oscar-Nominierung in der Kategorie Music (Scoring of a Musical Picture).
Fajer wurde 1951 als Volkskünstler der UdSSR tituliert und viermal mit dem Stalinpreis ausgezeichnet (1941, 1946, 1947 und 1950). Er starb 1971 in Moskau.

## Diskografie (Auswahl)
- 1953: The red poppy : suite no. 2., Orchestra of the National Theatre, Vanguard VRS 432
- 1958: Giselle ballet music., Royal Opera House Orchestra, Covent Garden, Angel Records
- 1965: The swan lake complete ballet. Bolshoi Theatre Orchestra, Connoisseur
- 1970: Coppélia, Bolshoi Theatre Orchestra, Melodija/Angel Records SRB-4111
- 1988: The red poppy : Ballet, Bolshoi Theatre Orchestra, Melodija

## Filmografie (Auswahl)
- 1958: Lebedinoe ozero
- 1957: Bolschoi-Ballett (The Bolshoi Ballet)
- 1952: Bolshoy kontsert